# Cronistoria dell'Associazione Calcio Milan

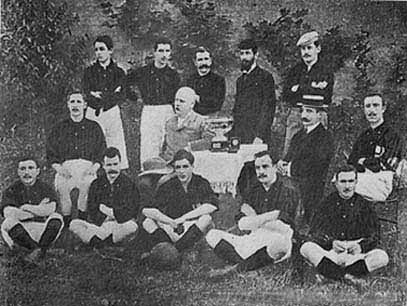
La squadra del Milan nel 1901, anno in cui vinse per la prima volta il titolo di campione d'Italia.

Nella presente pagina è riportata la cronistoria dell'Associazione Calcio Milan, società calcistica italiana per azioni con sede nella città di Milano. L'elenco, organizzato per stagioni sportive, include i titoli conquistati, i piazzamenti conseguiti nelle competizioni a cui il Milan ha preso parte, e i cambi di denominazione societaria.

## Accoppiate
- Double:
  - Serie A e Coppa Latina: 1
    - Stagione 1950-1951

  - Serie A e Coppa dei Campioni/Champions League: 1
    - Stagione 1993-1994

  - Serie A e Coppa delle Coppe: 1
    - Stagione 1967-1968

  - Coppa Italia e Champions League: 1
    - Stagione 2002-2003

  - Coppa Italia e Coppa delle Coppe: 1
    - Stagione 1972-1973
- Treble:
  - Tripletta composta da trofei internazionali:[N 15] 3
    - Coppa dei Campioni 1988-1989, Supercoppa UEFA 1989, Coppa Intercontinentale 1989
    - Coppa dei Campioni 1989-1990, Supercoppa UEFA 1990, Coppa Intercontinentale 1990
    - UEFA Champions League 2006-2007, Supercoppa UEFA 2007, Coppa del mondo per club FIFA 2007
- Quadruple:
  - Supercoppa italiana 1988,[7] Coppa dei Campioni 1988-1989, Supercoppa UEFA 1989, Coppa Intercontinentale 1989
  - Serie A 1993-94, Supercoppa italiana 1994, Champions League 1993-1994, Supercoppa UEFA 1994

### Esplicative
1. ↑  Si aggiudica definitivamente la medaglia.
2. ↑  A pari merito con l'Andrea Doria.
3. ↑  Per delibera della Federazione Italiana del Football (FIF), avendo la Juventus rinunciato a disputare la ripetizione dello spareggio per il titolo contro il Milan ad Affori (all'epoca un comune dell'hinterland milanese), in contrasto con la designazione di un campo di gioco ritenuto, da parte torinese, non neutrale.[4]
4. ↑  Edizione sospesa il 23 maggio 1915 dalla FIGC per gli eventi bellici.
5. ↑  Torneo successivamente interrotto per decisione della FIGC causa mancanza di date disponibili allo svolgimento degli incontri.
6. ↑  Perde per sorteggio lo spareggio di qualificazione alla Coppa dell'Europa Centrale 1929.
7. ↑  A seguito di spareggio perso ai tiri di rigore per l'assegnazione del trofeo, dopo il 1º posto nel girone finale.
8. ↑  Declassato dal 3º posto ottenuto sul campo a seguito della sentenza della Commissione di Appello Federale in merito ai fatti oggetto del Totonero per illecito sportivo.[5]
9. ↑  A seguito di spareggio vinto per la qualificazione in Coppa UEFA.
10. ↑  Escluso dalle competizioni UEFA nella successiva stagione per aver abbandonato il campo durante la partita di ritorno dei quarti di finale di Coppa dei Campioni contro l'Olympique Marsiglia.
11. 1 2  Qualificato come finalista della UEFA Champions League 1992-1993 a seguito della squalifica dell'Olympique Marsiglia per l'Affaire VA-OM.
12. ↑  Declassato dal 2º posto a seguito della sentenza della Commissione di Appello Federale in merito ai fatti oggetto di Calciopoli per responsabilità oggettiva.[6]
13. ↑  Parte con 8 punti di penalizzazione per decisione del Giudice sportivo in merito ai fatti oggetto di Calciopoli per responsabilità oggettiva.
14. ↑  Escluso dalle competizioni UEFA nella successiva stagione per aver violato le norme del fair play finanziario.
15. ↑  In ordine cronologico.

### Bibliografiche
1. ↑  Società Internazionale di foot-ball a Milano, Corriere dello Sport – La Bicicletta, Milano, 21 dicembre 1899: 
«Lunedì 18 corr. in una sala gentilmente concessa dall'albergatore dell'Hotel du Nord, ebbe luogo l'annunciata adunanza per la creazione in Milano di una Società Internazionale di foot-ball, cricket, golf e sports affini. Fra i numerosi intervenuti eranvi le più note personalità della colonia anglo-americana, e parecchi rappresentanti della stampa. Mancava però il console inglese Armstrong. La seduta, indetta per le 20 12 venne dichiarata aperta alle 21, a presidente dell'assemblea essendo stato eletto il sig. Alfred O. Edwards, a segretario-relatore il sig. Davis. Dopo un breve discorso del sig. Edwards, esponente le ragioni della presente adunanza e gli intenti della futura associazione, si procedette alla nomina di un Comitato direttivo provvisorio, che riuscì così composto: sig. A. O. Edwards, Presidente; sig. Davis, Segretario; signori Bode [Hood], Allison, Celli, Galleani, Gilping [Kilpin], Scotti e Steele, Consiglieri. Dopo una vivace e protratta discussione sopra argomenti di interesse generale, cui presero parte i signori Barnet, Celli, Mildmay, Edwards, ecc., fu deciso di affidare al Comitato provvisorio la formulazione di un programma concreto, da esporsi al giudizio dell'assemblea in una prossima adunanza. Per ora, gli intervenuti si obbligarono a versare una quota di L. 25, a titolo provvisorio, per costituire un fondo di cassa. Come probabile località scelta per i giuochi si fece il nome del Trotter. L'adunanza si sciolse verso la mezzanotte con una allegra bicchierata.»
2. ↑   Andrea Masala, Cento Milan, 37 successi, su archiviostorico.gazzetta.it, 15 dicembre 1999. URL consultato il 15 dicembre 2024.
«Chi per primo raccontò la storia dei rossoneri, il marchese Porro Lambertenghi, fa risalire la data al 18 dicembre 1899, ma mette le mani avanti: «Se invento qualche data, chiudete un occhio».»
3. ↑  Per ulteriori informazioni sul dibattito storiografico circa la fondazione del Milan, e segnatamente sul rinvenimento della data del 18 dicembre da parte del ricercatore Ivano Michetti, cfr.  La nascita di un mito, su magliarossonera.it. URL consultato il 20 dicembre 2024..
4. ↑   Prime feroci polemiche, su storiacalcioitaliano.blogspot.com, 9 settembre 2014.
5. ↑   Marzo 1980: scoppia lo scandalo del "Totonero", su panorama.it. URL consultato il 3 gennaio 2017 (archiviato dall'url originale il 4 gennaio 2017).
6. ↑   Calciopoli, tutte le tappe della giustizia sportiva dal 2006, su sport.sky.it, 23 maggio 2015. URL consultato l'8 aprile 2018 (archiviato dall'url originale il 27 marzo 2018).
7. ↑  L'edizione 1988 fu giocata nel giugno del 1989.